# Peter Schlatter
Peter Schlatter (* 1. Februar 1968) ist ein ehemaliger deutscher Judoka, der 1995 Europameister und 1996 Europameisterschaftsdritter war.

## Sportliche Karriere
Peter Schlatter kämpfte im Halbleichtgewicht, der Gewichtsklasse bis 65 Kilogramm. Er trat für das Judo-Zentrum Wutöschingen an. 
1988 gewann Schlatter eine Bronzemedaille bei den Militärweltmeisterschaften. Nachdem er 1990 hinter Udo Quellmalz Zweiter der Deutschen Meisterschaften geworden war, erkämpfte er 1991 den deutschen Meistertitel. 1993 gewann er das Weltcup-Turnier in Leonding, 1994 siegte er beim World-Masters-Turnier in München. Bei den Europameisterschaften 1995 in Birmingham bezwang er im Halbfinale den Belgier Philip Laats und im Finale den Letten Vsevolods Zeļonijs. Im Jahr darauf unterlag er im Halbfinale der Europameisterschaften 1996 in Den Haag dem Georgier Georgi Rewasischwili, im Kampf um Bronze bezwang er den Polen Jarosław Lewak. 1997 belegte Schlatter bei den Deutschen Meisterschaften den zweiten Platz hinter Christian Konz. Bei den Weltmeisterschaften 1997 verlor er seinen Auftaktkampf gegen den Schweden Gabriel Bengtsson.
Nach seiner Karriere war Schlatter als Judotrainer tätig. 2014 wurde er Leiter des Landesleistungsstützpunktes in Düsseldorf.